# Ranunculus cinereoviridis
Ranunculus cinereoviridis är en ranunkelväxtart som först beskrevs av Julin, och fick sitt nu gällande namn av S. Ericsson. Ranunculus cinereoviridis ingår i släktet ranunkler, och familjen ranunkelväxter. Inga underarter finns listade i Catalogue of Life.